# چونگ-توغوز-بی (شهرستان توپ)
چونگ-توغوز-بی (قرقیزی: Чоң-Тогуз-Бай) یک روستا در قرقیزستان است که در شهرستان توپ واقع شده‌است. چونگ-توغوز-بی ۹۷۰ نفر جمعیت دارد و ۱٬۶۶۴ متر بالاتر از سطح دریا واقع شده‌است.